# Deee-Lite
Deee-Lite var en amerikansk dancegruppe dannet i New York, USA. Gruppen er bedst kendt for singlen Groove Is in the Heart fra debutalbummet World Clique, der udkom i 1990, men gruppen opnåede i alt 6 gange at få en single som nummer 1 på de amerikanske hitlister.
Deee-Lite bestod af Lady Miss Kier, Supa DJ Dmitry (DJ Dmitry) og Towa Tei. I 1994 forlod Towa Tei gruppen, og DJ Ani blev del af gruppen, som opløste sig selv i 1996. Siden har Towa Tei udgivet flere soloalbums; Lady Kier, Supa DJ Dmitry og DJ Ani har gjort karrierer som DJs.
Gruppen optrådte på 'Club Roskilde' (senere 'DeeDay') på Roskilde Festival i 1991.

## Diskografi
| Titel                  | Albumdetaljer                                                          | Højeste hitlisteplacering | Højeste hitlisteplacering | Højeste hitlisteplacering | Højeste hitlisteplacering | Højeste hitlisteplacering | Certificering                           |
| Titel                  | Albumdetaljer                                                          | US                        | AUS                       | CAN                       | NZ                        | UK                        | Certificering                           |
| ---------------------- | ---------------------------------------------------------------------- | ------------------------- | ------------------------- | ------------------------- | ------------------------- | ------------------------- | --------------------------------------- |
| World Clique           | - Released: August 7, 1990 - Label: Elektra - Format: CD, LP, cassette | 20                        | 33                        | 15                        | 30                        | 14                        | - RIAA: Gold - BPI: Gold - MC: Platinum |
| Infinity Within        | - Released: June 23, 1992 - Label: Elektra - Format: CD, LP, cassette  | 67                        | —                         | —                         | —                         | 37                        |                                         |
| Dewdrops in the Garden | - Released: July 12, 1994 - Label: Elektra - Format: CD, LP, cassette  | 127                       | —                         | —                         | —                         | —                         |                                         |